# Aphanotorulus
Aphanotorulus é um gênero de bagres-blindados nativos das bacias sul-americanas do Amazonas, Orinoco, Essequibo e Jaguaribe . Eles normalmente ocorrem em um fundo de areia ou cascalho em rios e riachos de fluxo lento a moderado, mas algumas espécies ocorrem em áreas com correnteza rápida. A maior espécie do gênero atinge até 51 cm (20 in) em comprimento padrão.

## Taxonomia
A taxonomia deste gênero tem sido uma questão de disputa, todos tendo sido colocados em Hypostomus no passado, e alguns ocasionalmente colocados em Squaliforma. Squaliforma é agora considerado um sinônimo de Aphanotorulus, mas as espécies a oeste dos Andes foram movidas para Isorineloricaria.
Existem atualmente 7 espécies reconhecidas de Aphanotorulus:
- Aphanotorulus ammophilus Armbruster & Page, 1996
- Aphanotorulus emarginatus (Valenciennes, 1840)
- Aphanotorulus gomesi (Fowler, 1941)
- Aphanotorulus horridus (Kner, 1854)
- Aphanotorulus phrixosoma (Fowler, 1940)
- Aphanotorulus rubrocauda Oliveira, Py-Daniel e Zawadzki, 2017
- Aphanotorulus unicolor (Steindachner, 1908)

Dessas espécies, a validade de A. phrixosoma é questionável, pois o único espécime conhecido provavelmente é um híbrido entre A. horridus e A. unicolor.